# Frau Sartoris
Frau Sartoris ist der Titel eines 2000 veröffentlichten Romans von Elke Schmitter.

## Allgemeines
Mit Frau Sartoris veröffentlichte Elke Schmitter ihren ersten Roman. Er thematisiert das Leben einer Frau unserer Zeit, die in ihrem Leben zweimal von Männern, die sie liebt, enttäuscht wird.

## Aufbau
Das Buch ist konsequent in der "Ich-Perspektive" geschrieben. Es hat zwei Handlungsebenen. Die erste beschreibt das Leben der Frau Sartoris, die zweite beginnt mit einem Autounfall mit Fahrerflucht. Die Verknüpfung zwischen den beiden Elementen wird erst gegen Ende deutlich.

## Handlung
In zeitlichen Rückblenden, die den Hauptteil der Geschichte ausmachen, erinnert sich die Protagonistin an ihre Jugendzeit, die erste große Liebe mit tragischer, bitterer Enttäuschung und die spätere Leidenszeit, die sich über Jahrzehnte hinzieht, bis sie schließlich wieder wagt zu lieben. 
Man erfährt, wie sie den Sohn eines Gutsbesitzers Philip Rhienäcker kennenlernt und beginnt, ihn zu lieben. Die Beziehung hält nur kurz und geht mit dem Sommer zu Ende. Philip verlobt sich mit einer Tochter aus reicherem Hause, um den verschuldeten Besitz zu retten. Margarethe bricht völlig zusammen, wirkt apathisch und wird in eine Nervenheilanstalt eingeliefert: "Der blaue Himmel freute mich nicht... Ich fühlte ja nichts." 
Um Philip den Genuss zu nehmen, vor ihr zu heiraten, rächt sie sich an sich selbst und nimmt sehr rasch Ernst zum Mann, einen phlegmatischen, kleinbürgerlichen Sparkassenangestellten: "Er hatte keine Wünsche mehr. Aber daran starb er nicht, damit lebte er." Sie bekommen eine Tochter, Daniela, zu der Margarethe nicht mehr als eine mechanisch fürsorgliche Beziehung aufbauen kann: "Sie ließ sich nicht gerne von mir berühren." Mit der Zeit wird Daniela größer und Ernst dicker.... 
Der Eindruck entsteht, dass die einzige Person, die Margarethe in dieser Familie wirklich liebt, Ernsts Mutter Irmi ist, die mit ihrer unbekümmerten, fürsorglichen Art die Familie zusammenhält.
Schließlich, mit etwas über vierzig, lernt Margarethe Michael kennen, der städtischer Kulturbeauftragter ist. Sie beginnen eine Affäre, und in Margarethe Sartoris beginnen die Emotionen sich wieder zu regen: „Ekstasen unserer Herzen und Körper.“ Sie blüht auf und es erwächst der Gedanke, mit Michael alles hinter sich zu lassen und irgendwo weit weg mit ihm ein neues Leben zu beginnen. 
In diesen letzten Teil der Geschichte mischt sich zunehmend ein anderer Handlungsstrang, der einen zunächst völlig im Unklaren lässt. Man beginnt darüber nachzudenken, wie sich diese Anspielungen der Protagonistin in den Hauptplot einfügen ließen. Eine Spannung baut sich auf, wer und was denn hier gemeint sein könnte. 
Schließlich verflechten sich Zeit, Raum und Personen dieser beiden Stränge zu einer Einheit. Das Ende klärt auf und lässt dennoch einiges offen. Der Überfahrene ist der deutlich ältere Liebhaber von Daniela, der sie wie ein Tier benutzt. Margarethe versucht, ihre Tochter durch diese Tat vor einem Leben wie ihrem eigenen zu schützen. Die Folgen für Margarethe bleiben jedoch im Dunkeln.

## Rezension
Das Buch stieß bei den Kritikern überwiegend auf positive Resonanz und die Verkaufszahlen hoben das Buch in den Rang eines Bestsellers. Einziger wesentlicher Kritikpunkt ist, dass die Entscheidungen der Frau Sartoris von außen gesehen nicht ganz schlüssig erscheinen.